# Buchenbachtal
Das Naturschutzgebiet Buchenbachtal liegt auf dem Gebiet der Gemeinden Affalterbach (Landkreis Ludwigsburg) und Burgstetten (Rems-Murr-Kreis) in Baden-Württemberg.
Das Gebiet erstreckt sich südlich der Murr und westlich und südwestlich des Kernortes Burgstall entlang des Buchenbaches. Westlich verläuft die Landesstraße L 1127 und östlich die L 1114.
Über das Tal verläuft eine Eisenbahnbrücke, die 2020 im Rahmen einer aufwendigen Baumaßnahme von außerhalb des Schutzgebietes getauscht wurden musste. Hierbei kam ein über 100 Tonnen schwerer Raupenkran zum Einsatz, der zu den größten der Welt zählt.

## Bedeutung
Für Affalterbach und Burgstetten ist seit dem 10. Oktober 1989 ein 118,4 ha großes Gebiet unter der Kenn-Nummer 1.153 als Naturschutzgebiet ausgewiesen. Es handelt sich um ein Wiesental, das vor Freizeitnutzung bewahrt werden soll. Die Wiederherstellung des Laubwaldcharakters in Teilbereichen wird angestrebt, die Ufergehölze sollen als Lebensraum für seltene Tier- und Pflanzenarten gesichert werden.